# Mons
Mons [/mɔ̃s/] (nederlandsk: Bergen) er hovedstad og by i provinsen Hainaut i Belgien (Vallonien). Indbyggertallet er på 95.299 (2018).
NATOs militære hovedkvarter SHAPE ligger umiddelbart udenfor byen.

## Kendte bysbørn
- Gilles Binchois (ca. 1400-1460), komponist
- Jacques Du Brœucq (1505?-1584), arkitekt og billedhugger
- Orlando di Lasso (1532-1594), komponist
- Charles Plisnier (1896-1952), forfatter

## Billedgalleri
- Mons rådhus
- La Machine-à-eau, et tidligere fabrikskompleks, der nu er centrum for kulturelle aktiviteter
- Université de Mons, første bygning af Faculte Polytechnique
- Le Belfroi de Mons . udsigt fra vest